# عبد اللطيف بيضون
عبد اللطيف محمد بيضون (1909 – 1984)، سياسي لبناني، ونائب سابق في البرلمان اللبناني.

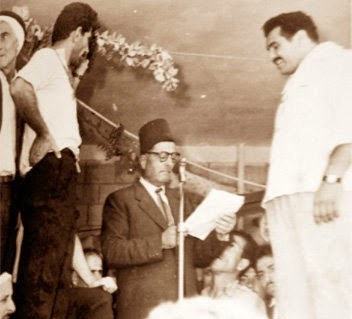
النائب اللبناني عبد اللطيف بيضون

## ولادته ونشأته
ولد في مدينة بنت جبيل في جبل عامل (الجنوب اللبناني حاليا)، وذلك عام 1909 ميلادي.
تلقّى علومه في الكتاتيب والمدارس النظامية، ولم يدخل إلى المدارس النظامية.
هاجر إلى أفريقيا والبرازيل والأرجنتين وعمل في حقلي الزراعة والتجارة.

## في السياسة
انتخب نائبا لأول مرة عن محافظة الجنوب اللبناني (دائرة بنت جبيل) في البرلمان اللبناني في دورة العام 1964 ميلادي.
وأعيد انتخابه في دورة العام 1972. استمر نائبا حتى وفاته، وذلك بحكم قوانين التمديد للمجلس النيابي ومن دون انتخاب لأسباب الحرب الأهلية التي كانت دائرة في لبنان.
شارك أثناء نيابته في عدة لجان نيابية منها: الزراعة والالتربية والشؤون الاجتماعية.
اهتم بشكل خاص بطرح القوانين التي تعنى بتحسين أوضاع المزارعين وخصوصا مزارعي التبغ.
انضوى في فترة نيابته في كتلة نواب الجنوب التي كان يرأسها الرئيس كامل أحمد الأسعد. 

## أسرته
متزوج من اللبنانية السيدة (سريّة محمد علي شامي)، وله منها: نزيهة، وجيهة، نجلا، أحمد، محمد، محمود، بديعة وزينب.

## وفاته
تو في في 18 تشرين الأول (أكتوبر) من العام 1984 ميلادي. وكان آخر من اعتمر الطربوش من النواب في المجلس النيابي اللبناني. 